# Glicerinaldehid
A glicerinaldehid a legegyszerűbb aldóz, a monoszacharidok közé, azon belül a triózok közé tartozik. Királis molekula, létezik L és D módosulata is. A két módosulat közül a D-glicerinaldehid tölt be jelentős szerepet a természetben. Az anyagcserefolyamatok egyik fontos köztiterméke, valamint részt vesz biológiailag fontos vegyületek bioszintézisében is. Referenciamolekulaként is szolgál a szénhidrátkémiában. A D-glicerinaldehid 3-foszfátja (D-glicerinaldehid-3-foszfát) fontos szerepet tölt be a biológiai cukorlebontásban (glikolízis).

## Fizikai és kémiai tulajdonságok
Színtelen, kristályos, édes ízű anyag.  Vízben közepesen jól, etanolban és dietil-éterben csekély mértékben oldódik, benzolban oldhatatlan.  Mint minden monoszacharid, a glicerinaldehid is redukáló hatású, ezért adja a Fehling-próbát.

## Jelentősége

### Elméleti jelentősége
Elméleti jelentőségét az adja, hogy a relatív konfiguráció egyik viszonyítási alapja. A relatív konfiguráció fogalma Emil Fischertől származik (1891), aki a szénhidrátok szerkezetét vizsgálta. Fischer korában az abszolút konfiguráció meghatározására még nem voltak megfelelő módszerek, de már kémiai úton meg lehetett határozni egy királis vegyület egy másikhoz viszonyított (relatív) konfigurációját. Például a (+)-glicerinaldehid átalakítható úgy (−)-tejsavvá (balra forgató tejsavvá), hogy az átalakítás az aszimmetriacentrumot közvetlenül nem érinti, azaz annak konfigurációja változatlan marad. A (+)-glicerinaldehid (balra forgató glicerinaldehid) aszimmetriás szénatomjának konfigurációját E. Fischer önkényesen rajzolta meg. Később kiderült, hogy az önkényesen megadott konfiguráció azonos a valóságossal. A balra forgató glicerinaldehidével azonos konfigurációjú vegyületek a D-, a jobbra forgatóéval azonos konfigurációjú vegyületek az L- betűjelet kapták.

### Szerepe a biológiai cukorlebontásban
A D-glicerinaldehid 3-foszfátja fontos szerepet játszik a biológiai cukorlebontásban. A glikolízis során a D-glükózból először glükóz-6-foszfát képződik a hexokináz enzim hatására, majd ez szintén enzimhatásra D-fruktóz-6-foszfáttá izomerizálódik. Ebből a foszfofruktokináz enzim hatására D-fruktóz-1,6-difoszfát képződik. Majd ez hasad az aldoláz enzim hatására glicerinaldehid-3-foszfátra és dihidroxi-aceton-foszfátra. A dihidroxiaceton-foszfát is enzim (triózfoszfát-izomeráz) hatására glicerinaldehid-3-foszfáttá alakulhat. Majd ez alakul tovább oxidációval glicerinsav-3-foszfáttá.

## Előállítása
A D-glicerinaldehid szintetikusan 1,2-5,6-diizopropilidén-D-mannitból állítható elő. Ezt először ólom(IV)-acetátos hasításnak vetik alá, majd az ekkor képződő izopropilidén-D-glicerinaldehidet híg savval hidrolizálják, és így D-glicerinaldehid állítható elő. A kiindulási anyag (1,2-5,6-diizopropilidén-D-mannit vagy β-diaceton-D-mannit) D-mannitból állítható elő. Ezt először bórsavval és kénsavval viszik reakcióba. Az ekkor képződő terméket metanollal, majd vízmentes réz(II)-szulfát jelenlétében acetonnal reagáltatják.